# Magirus-Deutz Jupiter
 (janvier 2024).
La mise en forme du texte ne suit pas les recommandations de Wikipédia : il faut le « wikifier ».
Les points d'amélioration suivants sont les cas les plus fréquents. Le détail des points à revoir est peut-être précisé sur la page de discussion.
- Les titres sont pré-formatés par le logiciel. Ils ne sont ni en capitales, ni en gras.
- Le texte ne doit pas être écrit en capitales (les noms de famille non plus), ni en gras, ni en italique, ni en « petit »…
- Le gras n'est utilisé que pour surligner le titre de l'article dans l'introduction, une seule fois.
- L'italique est rarement utilisé : mots en langue étrangère, titres d'œuvres, noms de bateaux, etc.
- Les citations ne sont pas en italique mais en corps de texte normal. Elles sont entourées par des guillemets français : « et ».
- Les listes à puces sont à éviter, des paragraphes rédigés étant largement préférés. Les tableaux sont à réserver à la présentation de données structurées (résultats, etc.).
- Les appels de note de bas de page (petits chiffres en exposant, introduits par l'outil «  Source ») sont à placer entre la fin de phrase et le point final[comme ça].
- Les liens internes (vers d'autres articles de Wikipédia) sont à choisir avec parcimonie. Créez des liens vers des articles approfondissant le sujet. Les termes génériques sans rapport avec le sujet sont à éviter, ainsi que les répétitions de liens vers un même terme.
- Les liens externes sont à placer uniquement dans une section « Liens externes », à la fin de l'article. Ces liens sont à choisir avec parcimonie suivant les règles définies. Si un lien sert de source à l'article, son insertion dans le texte est à faire par les notes de bas de page.
- La présentation des références doit suivre les conventions bibliographiques. Il est recommandé d'utiliser les modèles {{Ouvrage}}, {{Chapitre}}, {{Article}}, {{Lien web}} et/ou {{Bibliographie}}. Le mode d'édition visuel peut mettre en forme automatiquement les références.
- Insérer une infobox (cadre d'informations à droite) n'est pas obligatoire pour parachever la mise en page.

Pour une aide détaillée, merci de consulter Aide:Wikification.
Si vous pensez que ces points ont été résolus, vous pouvez retirer ce bandeau et améliorer la mise en forme d'un autre article.

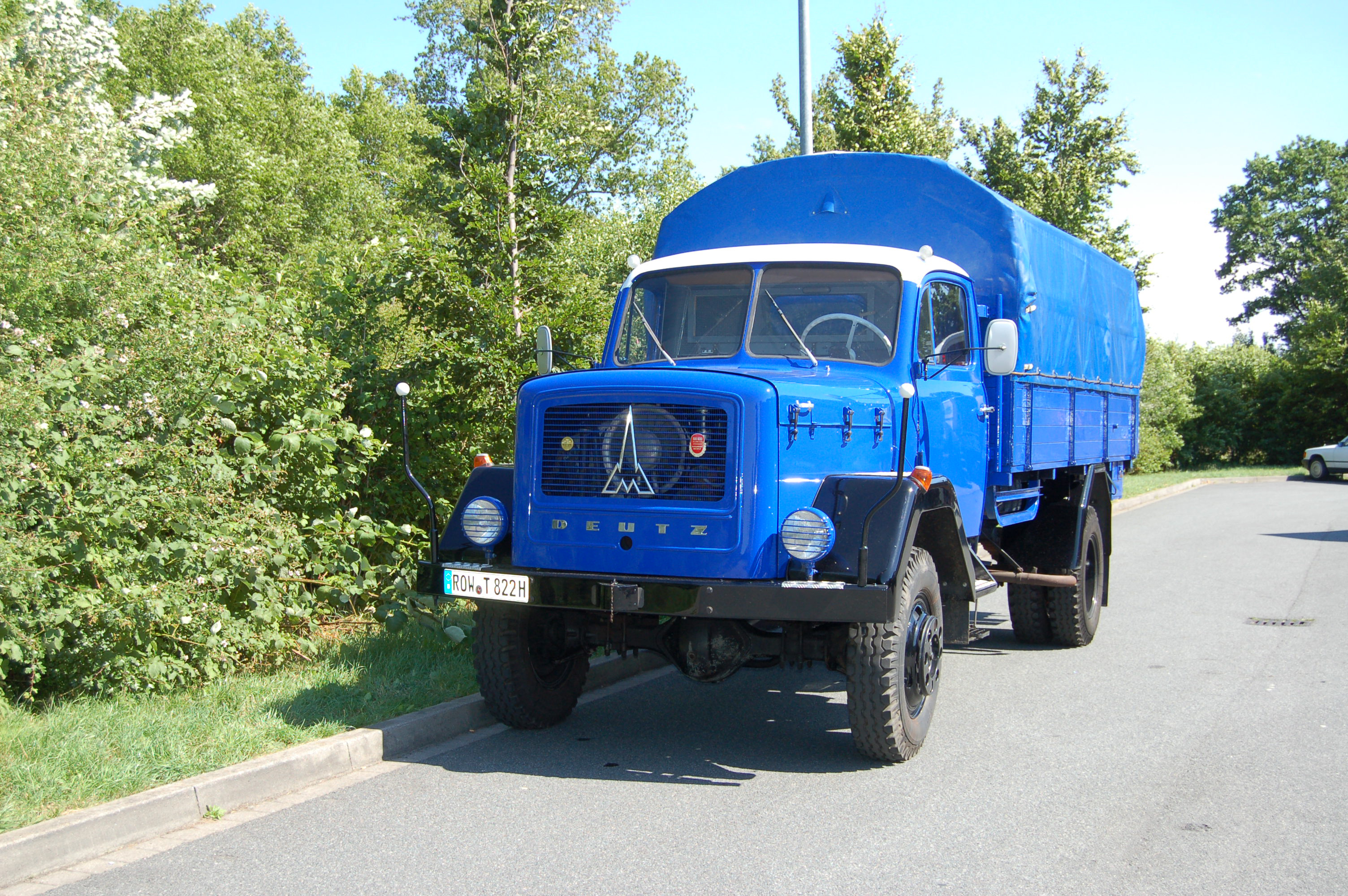
Magirus-Deutz Jupiter 2ème génération

Le Magirus-Deutz Jupiter est un camion de la gamme lourde "Rundhauber" du constructeur allemand Magirus-Deutz d'Ulm construit entre 1955 et 1967. Chaque modèle dont le PTAC varie de 3,5 à 40 tonnes est désigné par un nom de planète.
Cette nouvelle gamme de camions, baptisée "Rundhauber", est équipée de l'ancienne cabine à capot rond qui va être progressivement remplacée à partir de 1964 par une cabine à capot carré en même temps qu'une nouvelle désignation des modèles par un code numérique fonction du tonnage et non de la puissance du moteur. Excepté sur les châssis benne, la cabine peut sur option être rallongée avec une couchette.
La gamme "Rundhauber" se compose de 6 modèles :
- Sirius - P.T.A.C. de 9,5 tonnes,
- Mercur - P.T.A.C. de 9,5 à 12,0 t,
- Saturn - version 4x2 : P.T.A.C. de 12,0 à 15,0 t, P.T.R.A. 29,0 t - version 6x4 : P.T.A.C. de 22,0 t, P.T.R.A. 35,0 t,
- Jupiter - versions 4x2 et 4x4 P.T.A.C. de 14,8 t à 17,0 t, P.T.R.A. 35,0 t - version 6x4 et 6x6 P.T.A.C. de 22,0 t, P.T.R.A. 35,0 / 39,0 t,
- Pluton - P.T.A.C. de 19,0 t, P.T.R.A. 40,0 t,
- Uranus 6x6 - P.T.A.C. de 26,0 t, Tracteur Maxi-code pour convois exceptionnels et porte-chars.

La gamme a connu 2 séries, très semblables au niveau mécanique, châssis et motorisations, mais avec deux cabines très différentes. La 1ère série disposait de l'ancienne cabine très ronde des modèles lancés à partir de 1950 tandis que le seconde série bénéficia d'une cabine plus moderne très carrée.

## Histoire
À cette époque, tous les constructeurs de poids lourds fabriquaient des véhicules destinés exclusivement à leur marché national. Les capacités de production étaient souvent inférieurs aux volumes de ventes, les temps d'attente souvent longs, les exportations étaient rares et difficiles car chaque pays imposant ses propres normes, il fallait fabriquer des modèles adaptés, pour un volume de vente limité. Ce n'est qu'avec la signature du Traité de Rome le 25 mars 1957 et la création du Marché Commun avec la libre circulation des marchandises, opérationnelle à partir de 1968, que les exportations vont connaître leur essor. Auparavant, les constructeurs les plus réputés ayant des modèles recherchés, pouvaient disposer d'accords avec des constructeurs étrangers qui voulaient fabriquer sous licence certains de leurs modèles comme par exemple Fiat V.I. et OM dont les modèles étaient fabriqués par Austro-FIAT en Autriche jusqu'en 1945, puis Steyr entre 1950 et 1970, Zastava Kamioni en Yougoslavie à partir de 1953 jusqu'en 2000, Bussing en Allemagne jusqu'en 1970, Saurer en Suisse entre 1960 et 1980, avant de créer ses propres filiales de fabrication dans d'autres pays.
Au lendemain de la Seconde Guerre mondiale, en 1948, dès que les alliés l'ont autorisé, Magirus-Deutz a présenté à Ulm, une nouvelle génération de camions à capot, la série "Eckhauber" (1re génération) avec la même cabine à capot carré que les modèles d'avant guerre mais un nouveau moteur diesel refroidi par air F4L514, comprenant les modèles S.3000 (4x2), A.3000 (4x4), S.3500 & A.3500, dont la charge utile était de 3,5 tonnes. (NDR : en Allemagne, tous les constructeurs utilisaient les mêmes appellations : S pour les versions 4x2, A pour les 4x4 et O pour les autobus). Ensuite,

### Gamme "Rundhooder" 1regénération - cabine à capot rond
En 1951, Magirus-Deutz présente une nouvelle gamme de camions baptisée "Rundhooder". Le design de la cabine « ronde » se démarquait clairement des modèles de camions concurrents et n'était possible que parce qu'il n'y avait pas de grand radiateur d'eau devant le bloc moteur. Le nom des modèles était S.3000, S.3500, S.3500/56, S.4500, S.4500/6, S.4500/112, S.5500, S.6500 & S.7500. Ils ont été commercialisés à partir de 1952. L'idée de donner des noms de planètes aux véhicules a germé en 1955. Dans un premier temps, les camions avec cabine à capot rond ont conservé leur désignation de type, mais des noms planétaires ont été ajoutés : S.4500 Mercur, S.4500/6 Mercur, S.4500/112 Mercur, S.5500 Saturn et S.7500 Jupiter. 
À partir de 1958, les noms des modèles ont à nouveau été changés en Sirius (L, K, 90 L), Mercur (L, K, 112 L, 112 K, 120 L, 120 S, 120 K, 126 L, 126 K) et Saturn (L, S, K, 145 L, 145 S, 145 K, 150 K). Sirius n'est pas une planète, mais l'étoile la plus brillante. La combinaison de chiffres indiquait la puissance du moteur du camion en chevaux. Les modèles sans combinaison de chiffres dans la désignation du type représentaient la version de base avec le plus petit moteur. Le L représentait un châssis de camion normal adapté à un variété de carrosseries. le K désignait les camions avec benne basculante et le S les tracteurs pour semi-remorques.
À partir de 1964, un nouveau système de dénomination est utilisé, combinant chiffres et lettres pour identifier la puissance du moteur, le type de moteur, le poids total autorisé en tonnes, le type de transmission et le type de carrosserie. Le modèle 90 D 7 L était un camion équipé d'un moteur de 90 ch DIN, de 7 tonnes de PTAC, le D pour moteur Deutz. Comme auparavant, le L faisait référence aux camions normaux (à capot) sans transmission intégrale. 
La production des modèles avec cabine à capot rond a pris fin en 1967. À la demande spéciale de la Deutsche Bundespost, 1 000 exemplaires du modèle 110 D 7 L (fourgon postal), ont continué à être construits avec la cabine ronde jusqu'en 1971. Les modèles à capot rond étaient très répandus en Allemagne, notamment dans les camions de pompiers, les transports de distribution locale, sur les chantiers de construction et dans le transport lourd longue distance. Leurs charges utiles étaient comprises entre 3,5 et 9 tonnes et leurs moteurs diesel Deutz, refroidis par air, à quatre, six et huit cylindres, d'une puissance entre 85 et 170 ch DIN (S.7500).

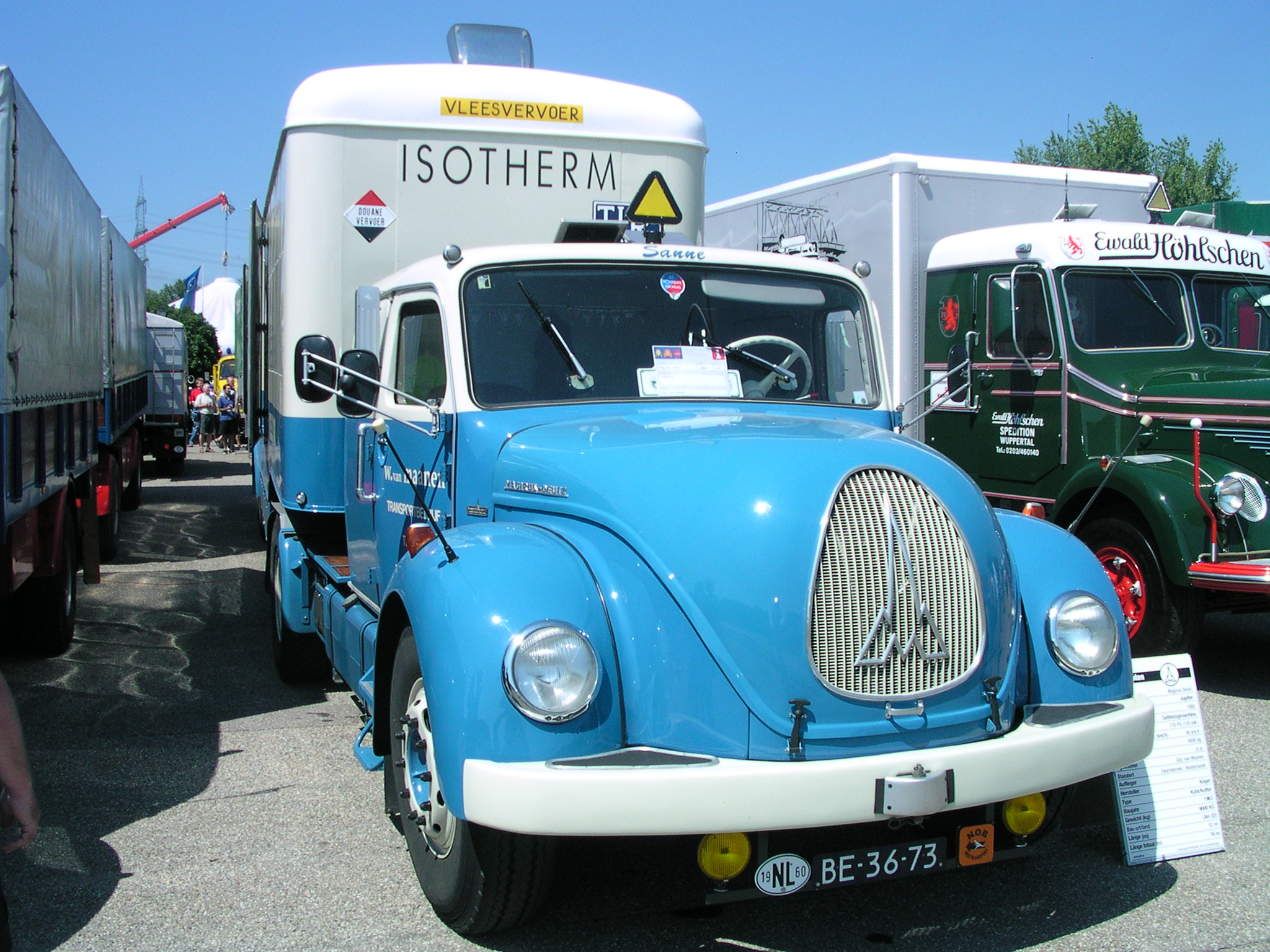
Camion longue distance de type S.7500 Jupiter
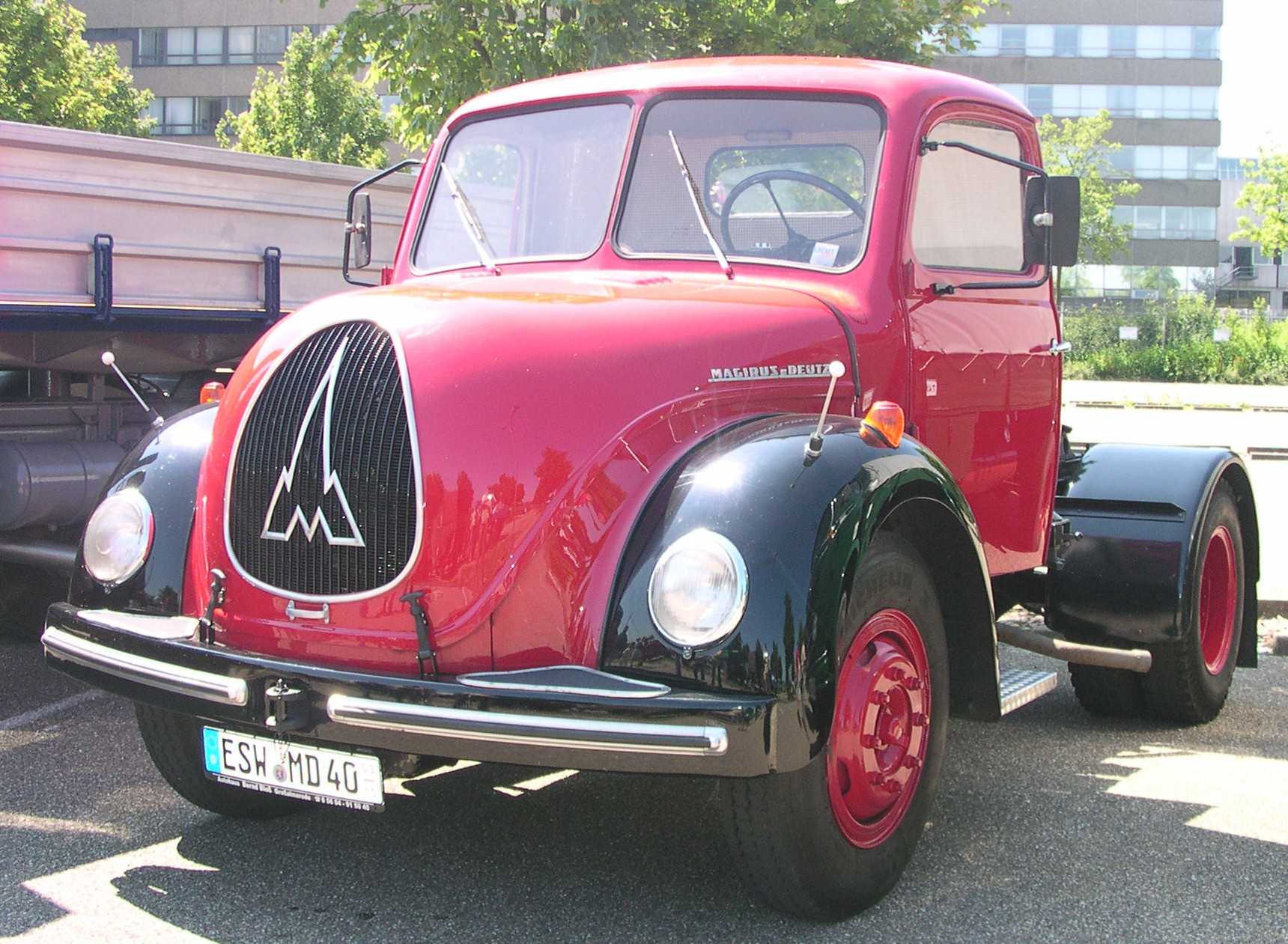
Tracteur pour semi-remorques
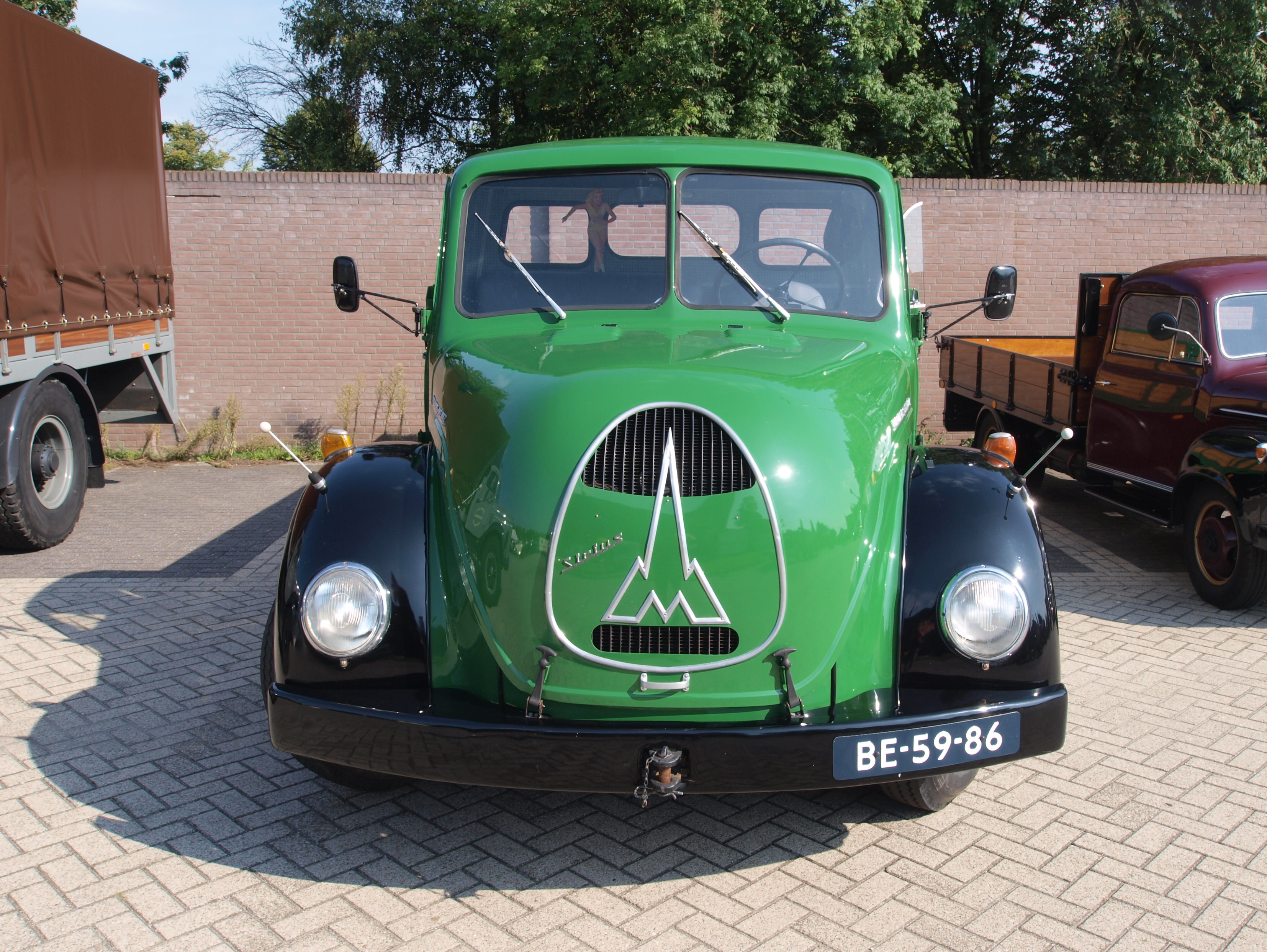
Camion plateau type Sirius S.3500
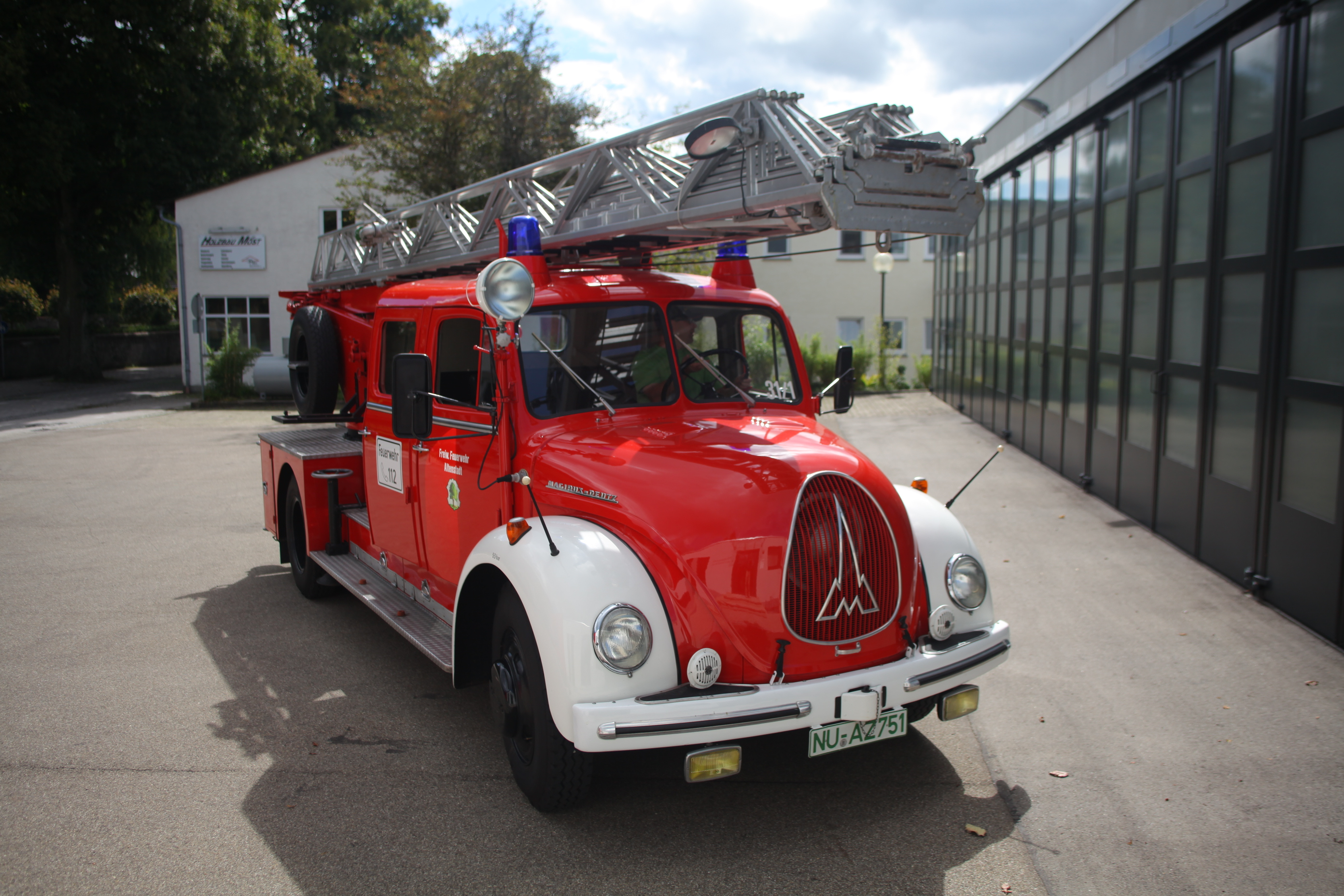
Camion de pompiers

### Gamme "Rundhooder" 2egénération - cabine à capot carré
Les versions chantier tout-terrain 4x4, ont connu de sérieux problèmes car les torsions que devaient encaisser les châssis de ces camions étaient très importantes. Magirus-Deutz a dû trouver rapidement une solution pour éviter que cette situation ne porte préjudice à la marque et a décidé que la structure des véhicules à quatre roues motrices devaient être renforcée. Pour les différentier des modèles "standards", ils ont été équipés d'une cabine à capot carré, semblable aux anciennes générations, angulaire et massive. Cette cabine, avec ses phares indépendants et son pare-brise divisé, au confort spartiate, semblait déjà dépassée à l'époque, mais respirait la robustesse, la puissance et la stabilité. La production des modèles avec cabine à capot carré a commencé en 1953. Les véhicules reçurent initialement la désignation de modèle A.4500, A.4500/112, A.6500 et A.7500. A partir de 1955, les noms de planètes sont ajoutés comme pour les capots ronds : A.4500 Mercur, A.4500/6 Mercur, A.7500 Jupiter et A.12 000 Uranus. À partir de 1958, le nom Mercur (AK, 112) a également été modifié, comme pour les versions à capot rond : AK, 120 AK, 126 AK), Saturn (AK, 120 HDL, 145 HDK, 145 HDAK, 145 AK, 145 AK 6x6, 150 AK, 150 L 6x4, 150 AK 6x6), Jupiter (150 K, 170 HDK, 170 HDAK, 170 6x6, 195 K, 195 AK,  200 K, 6x6 Z), Uranus (170 A) et Pluton (200 S, 200 K, 200 AK). (Nota : à cette époque, Pluton était encore classé dans la rubrique des planètes). Comme pour les versions à capot rond, la combinaison de chiffres et lettres désignait la puissance du moteur en chevaux, A signifiait transmission intégrale, AK camion benne de chantier 4x4. 

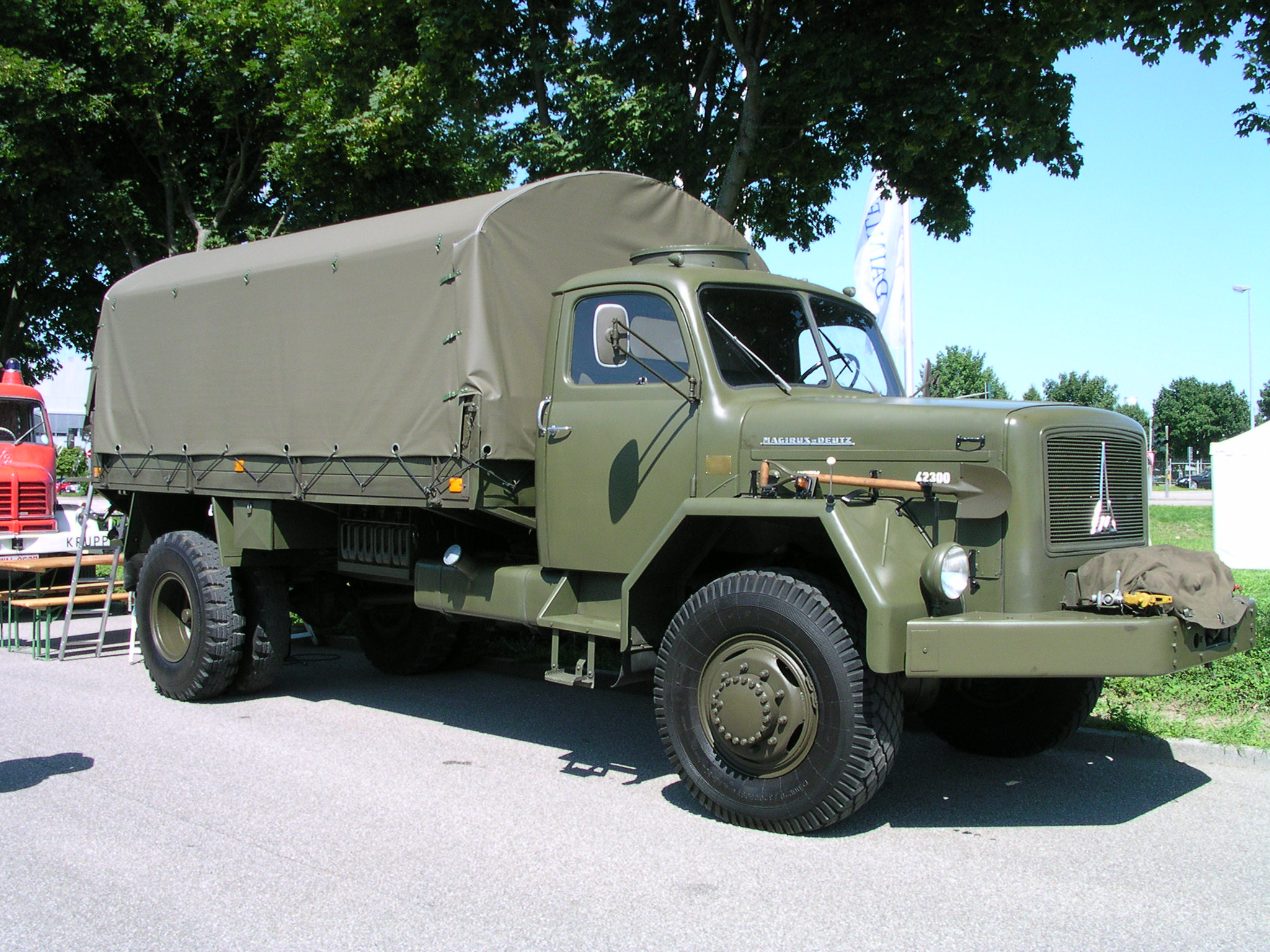
Véhicule militaire A.6500
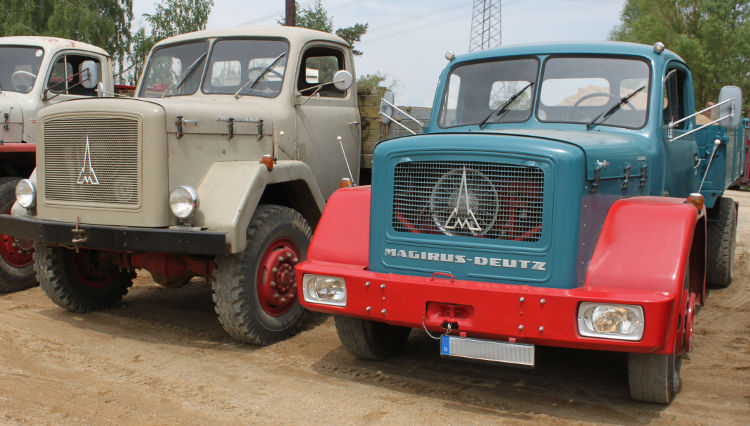
Cabine à capot carré avec phares ronds (à gauche) et à capot carré 2e série avec phares carrés dans le pare-chocs (à droite)
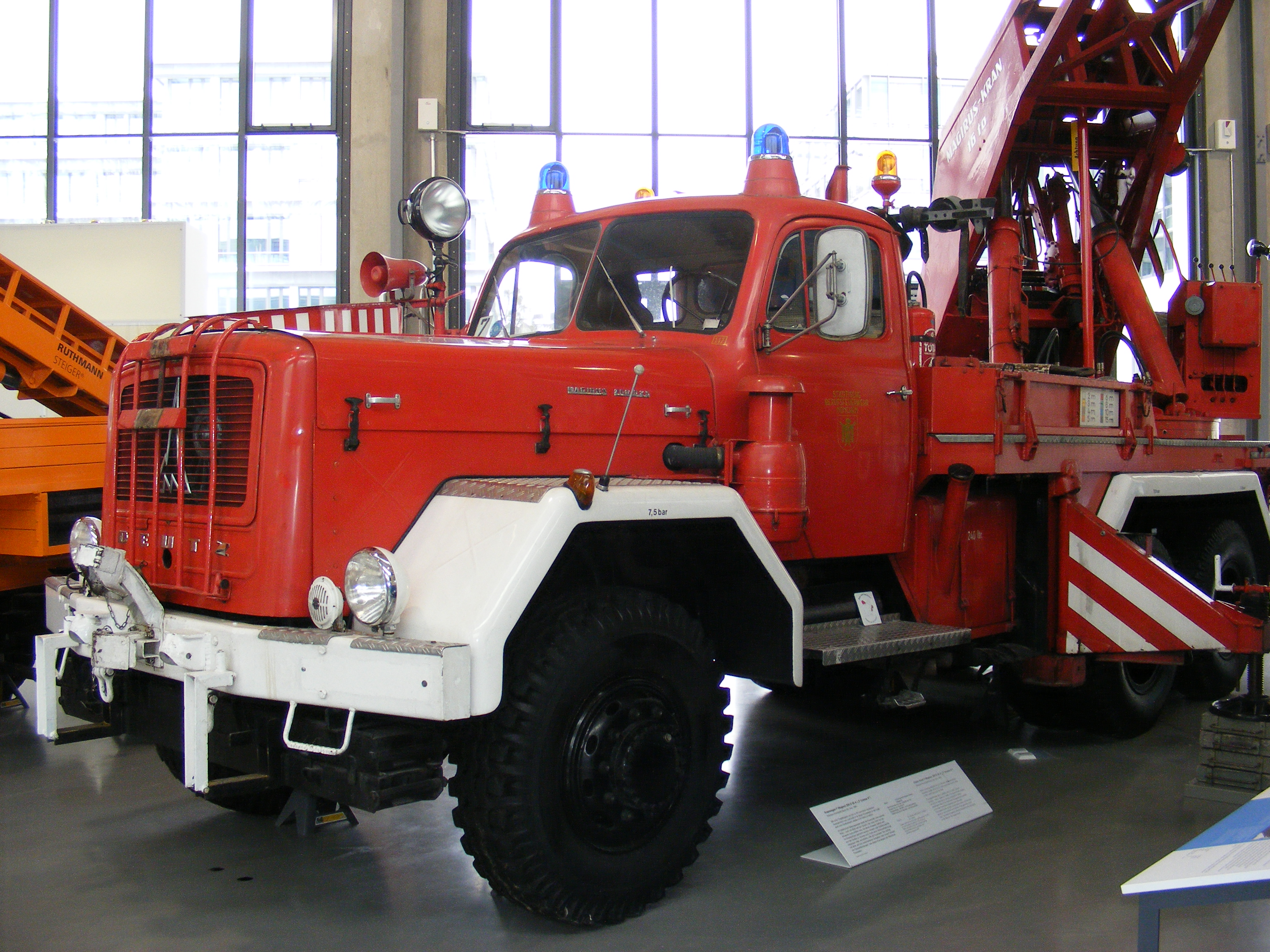
Camion grue de pompiers 250 Uranus D 25
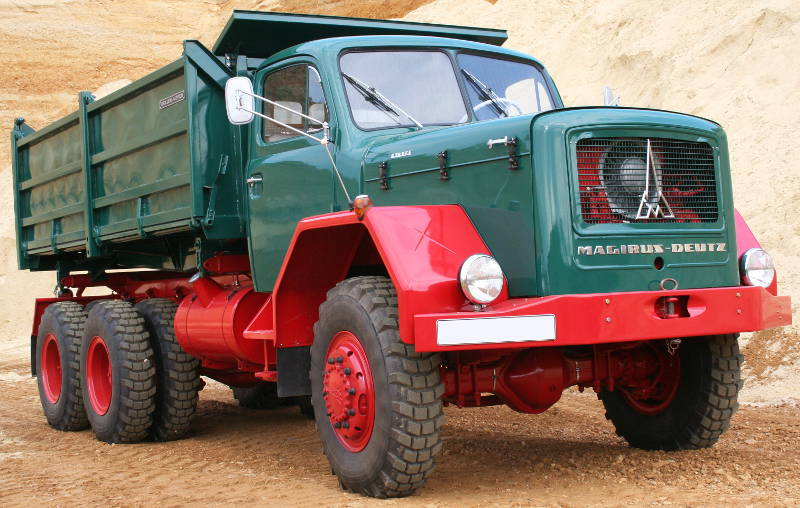
Camion de chantier 6x6 230 D 22 AK

En 1964, à la fin de la période de production, un nouveau code alphanumérique a été retenu pour désigner les modèles à capot carré. Par exemple, le modèle 230 D 26 AK était un camion benne à transmission intégrale avec un PTAC de 26 tonnes, équipé d'un moteur Deutz d'une puissance de 230 ch DIN. La production régulière des versions à capot carré de 2e génération a pris fin en 1971. Nombre de ces véhicules ont été livrés jusqu'au milieu des années 1970 avant d'épuiser les « en stock ». Les modèles à châssis nu destinés à recevoir les échelles tournantes des pompiers et les grues de dépannage sont restés en production en petites séries jusqu'en 1975. La gamme de moteurs allait de 85 ch DIN pour le plus petit des camions avec un PTAC de 4,1 tonnes au V12 250 ch DIN (184 kW) pour le plus gros atteignant presque 16 litres de cylindrée pour le modèle A.12000 Uranus, le plus puissant produit en Allemagne, à l'époque. Seuls 25 exemplaires ont été construits pour l'armée, les pompiers et une utilisation civile. En Allemagne, leur PTAC ne pouvait pas dépasser 25 tonnes dans le trafic civil. Certains exemplaires militaires destinés à l'exportation au début des années 1970, ont été équipés d'un moteur Deutz V10 de 270 ch DIN.
Jusqu'en 1958, les modèles avec cabine à capot carré, équipés de moteurs à quatre cylindres, étaient disponibles dans une version plus étroite. Cela était possible parce que ces petits moteurs étaient nettement moins encombrants que les moteurs à six cylindres. Les modèles lourds étaient disponibles avec deux et trois essieux. 
À partir de 1962, les modèles sans transmission intégrale avec cabine à capot rond ont été progressivement équipés d'une cabine à capot carré et entraîné l'arrêt de la fabrication des cabines à capot rond en 1967 à l'exception des 1 000 véhicules de la Deutsche Bundespost construits jusqu'en 1971. L'aménagement intérieur des cabines à capot rond et à capot carré était parfaitement identique et n'a jamais évolué durant leur production.

### Gamme "Rundhooder" 3egénération - cabine avancée ronde
En 1955, bien avant ses concurrents allemands, mais comme cela était de rigueur dans certains pays comme l'Italie, Magirus-Deutz présente à l'IAA de Francfort un prototype de cabine avancée inclinable. Cette disposition, inconnue en Allemagne, a suscité beaucoup de scepticisme chez les professionnels du secteur et n'a jamais été produite en série. La principale préoccupation évoquée à l'époque, était que la cabine pourrait se détacher de son ancrage et basculer en avant en cas d'accident. Il a donc été décidé de mettre sur le marché des véhicules à cabine avancée mais fixe. Ces modèles ont été commercialisés à partir de 1957 et étaient baptisés avec les noms de planètes de la gamme. Un premier restyling a été opéré en 1959 avec une calandre plus petite. Jusqu'à ce que la nouvelle dénomination des modèles alphanumérique de 1964 devienne opérationnelle, ils étaient baptisés Mercur (FL, 112 FL, 112 FS, 120 FL, 120 FS, 126 FL, 126 FS), Saturn (145 FL, 145 FS, 150 FL, 150 FS, 195 FS 6x4, 200 FL 6x4, 200 FS 6x4), Jupiter (195 FL, 200 FL, 200 FS) et Pluton (200 FL, 200 FS, 200 FK, TE). Le F pour cabine avancée. Le modèle Saturn 150 FS était un tracteur avec cabine avancée de 150 ch DIN. 
En 1963, la cabine avancée ronde des modèles destinés au transport longue distance a été remplacée par une nouvelle cabine avancée dite "cubique" alors que la production de la plupart des modèles avec cabine avancée ronde s'est poursuivie jusqu'en 1965. La gamme de modèles était disponible avec des moteurs d'une puissance allant de 85 à 200 ch DIN pour des charges utiles allant de 4,85 à 11,45 tonnes pour des camions à deux et trois essieux. Les transporteurs allemands ont enfin pu apprécier les qualités, la sécurité de conduite et la maniabilité des camions à cabine avancée dans les rues étroites des centres-villes par rapport aux versions à capot avec une longueur totale du camion limitée par la loi.

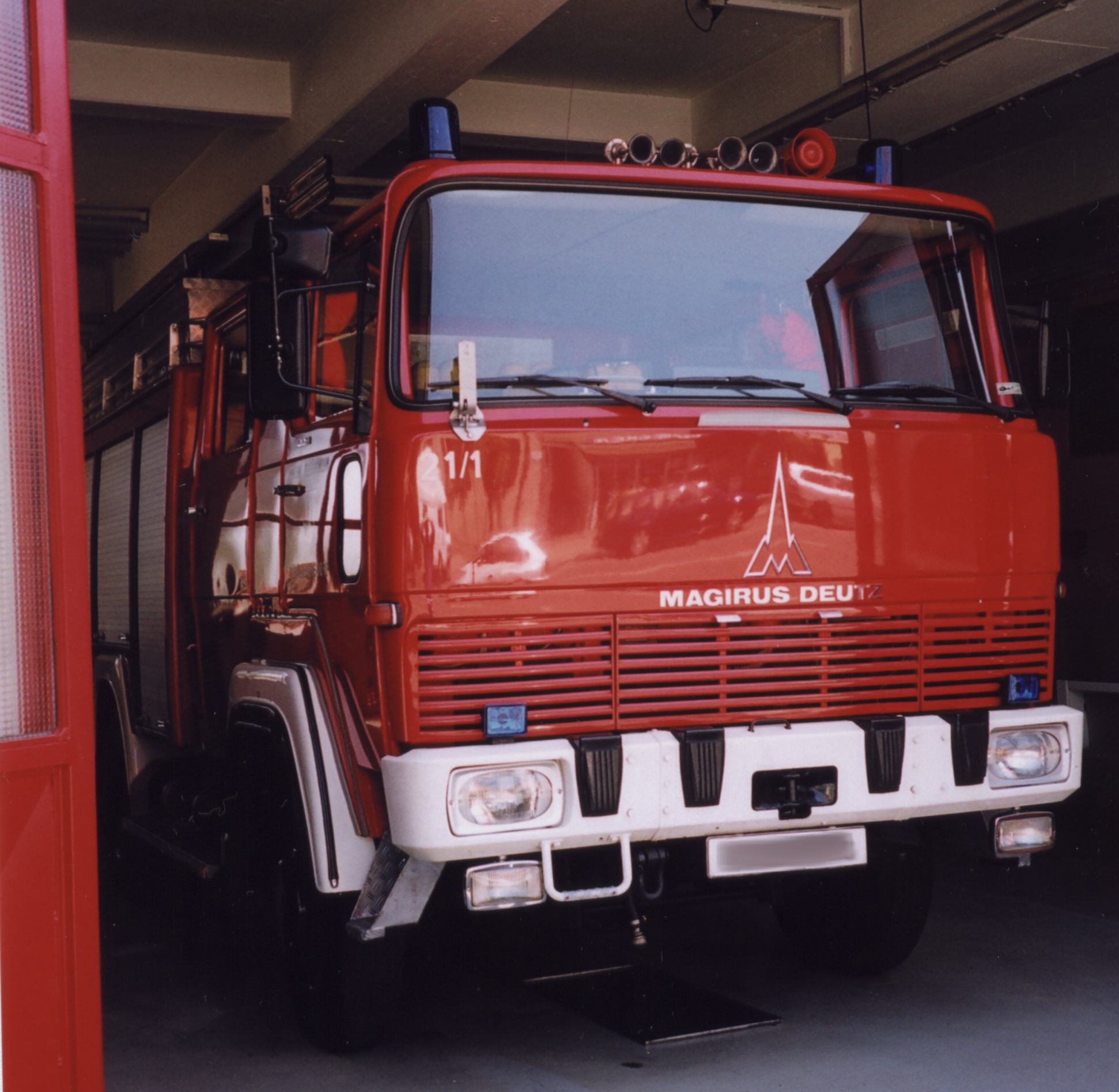
Camion de pompiers 170 D 11 FA cabine "cubique"
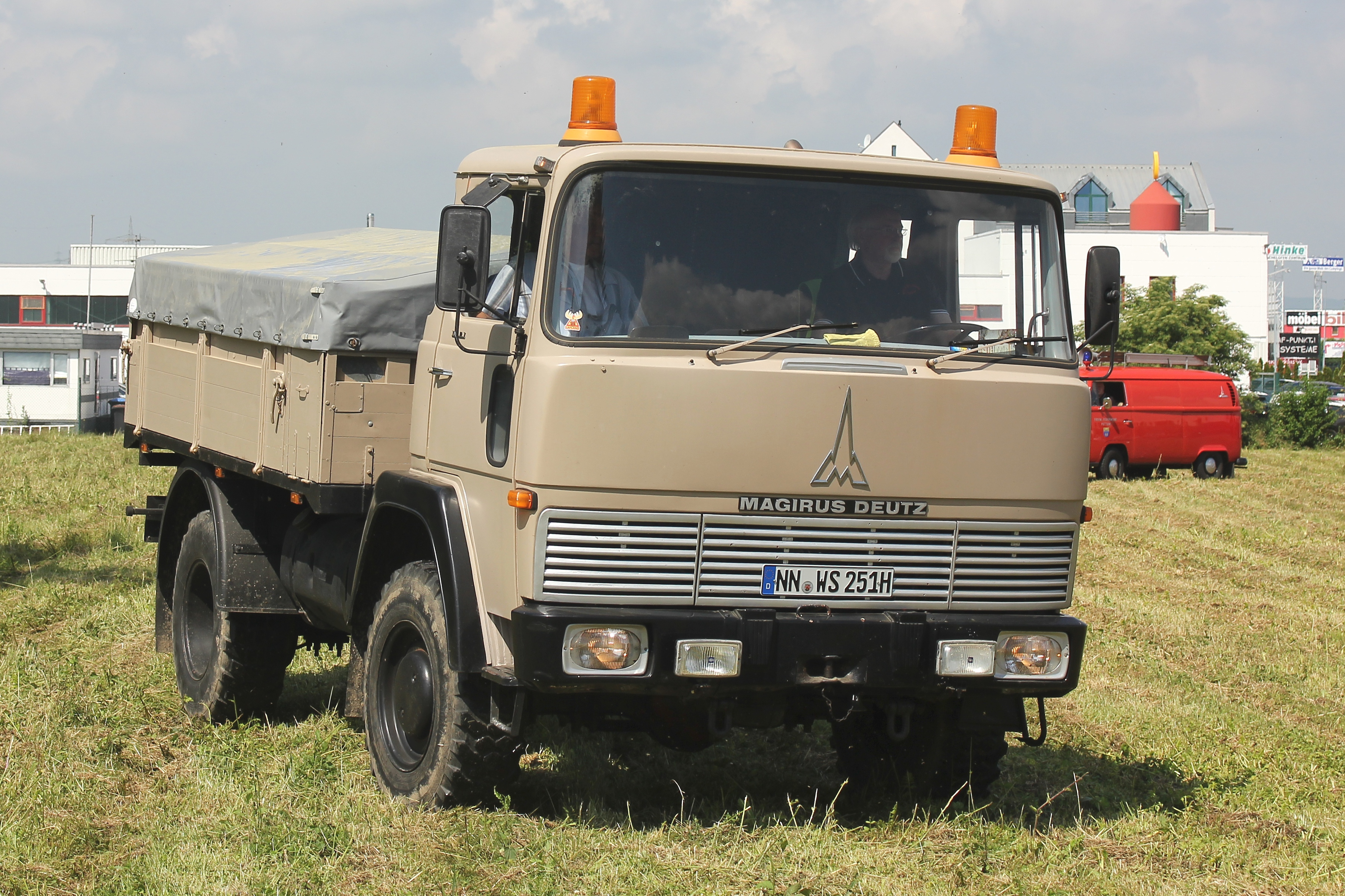
Camion plateau 110 D 7 FK
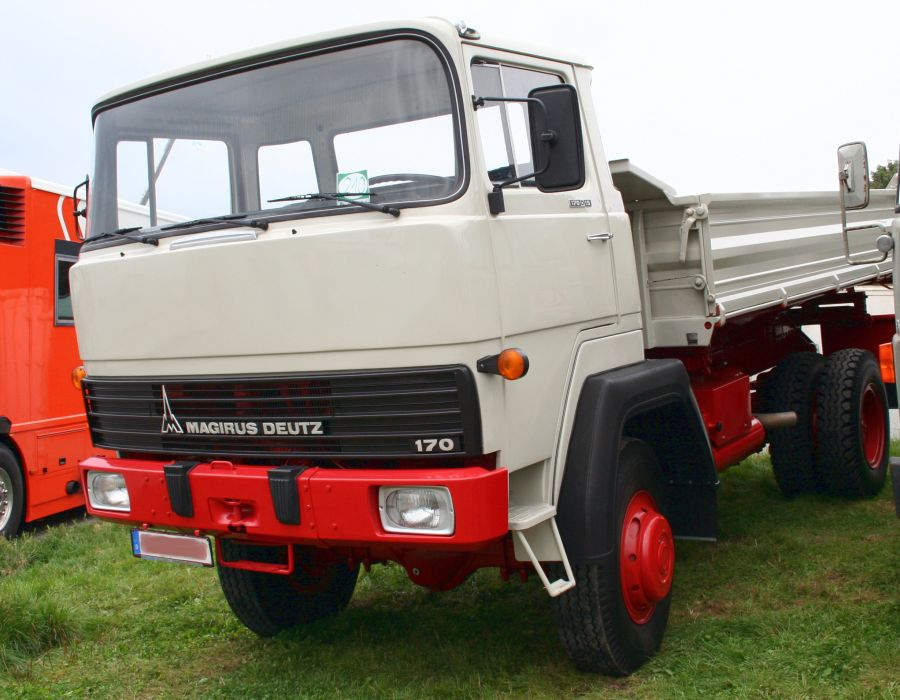
Camion de chantier 170 D 15 FAK cabine après lifting
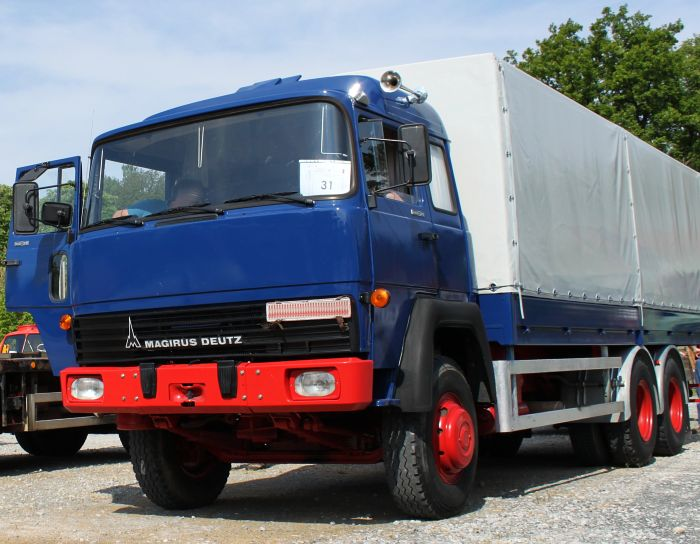
Camion longue distance 340 TE D 22 FL cabine après lifting

## Production à l'étranger

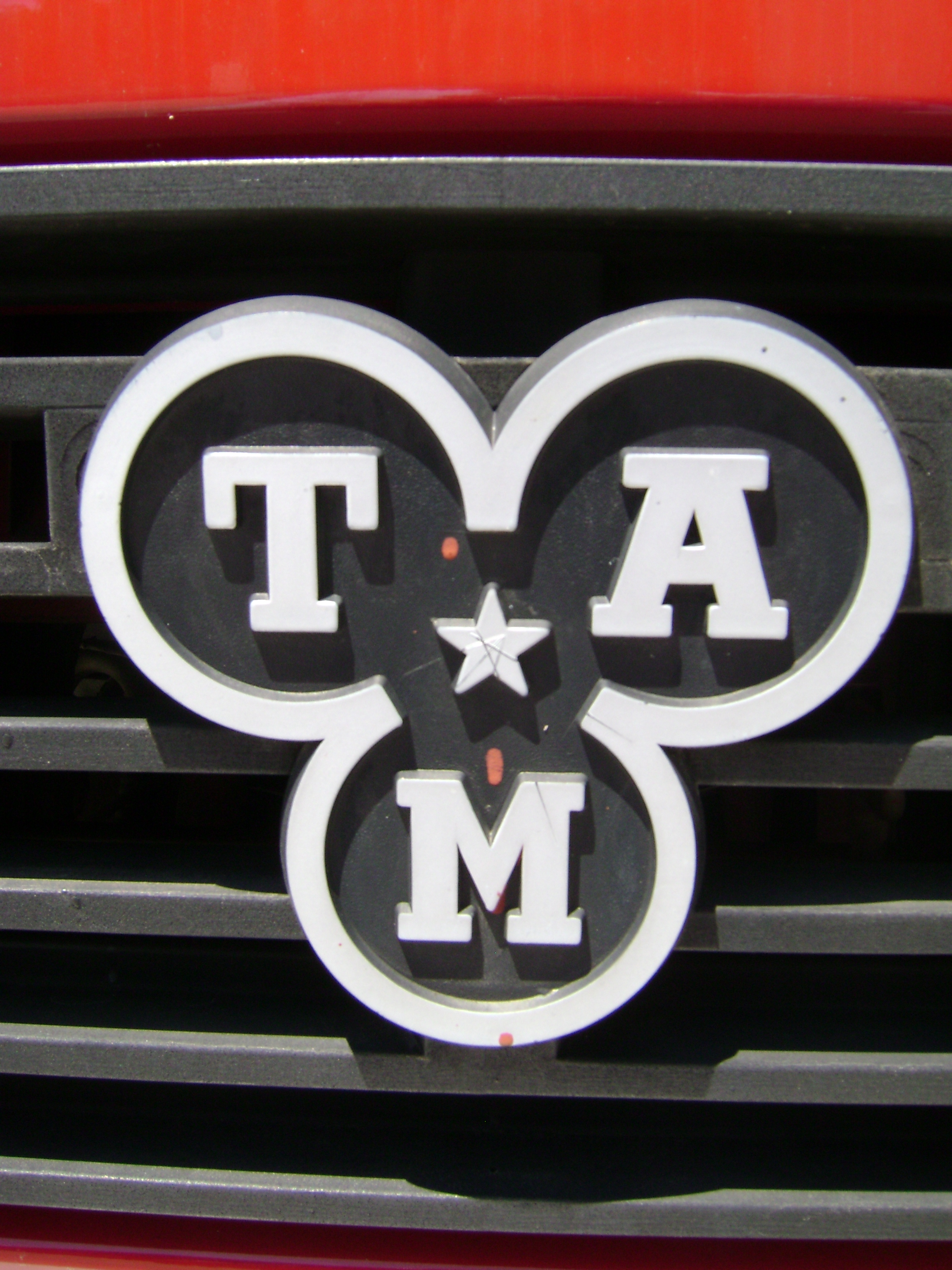
Logo arboré sur les calandres des camions TAM construits sous licence Magirus-Deutz

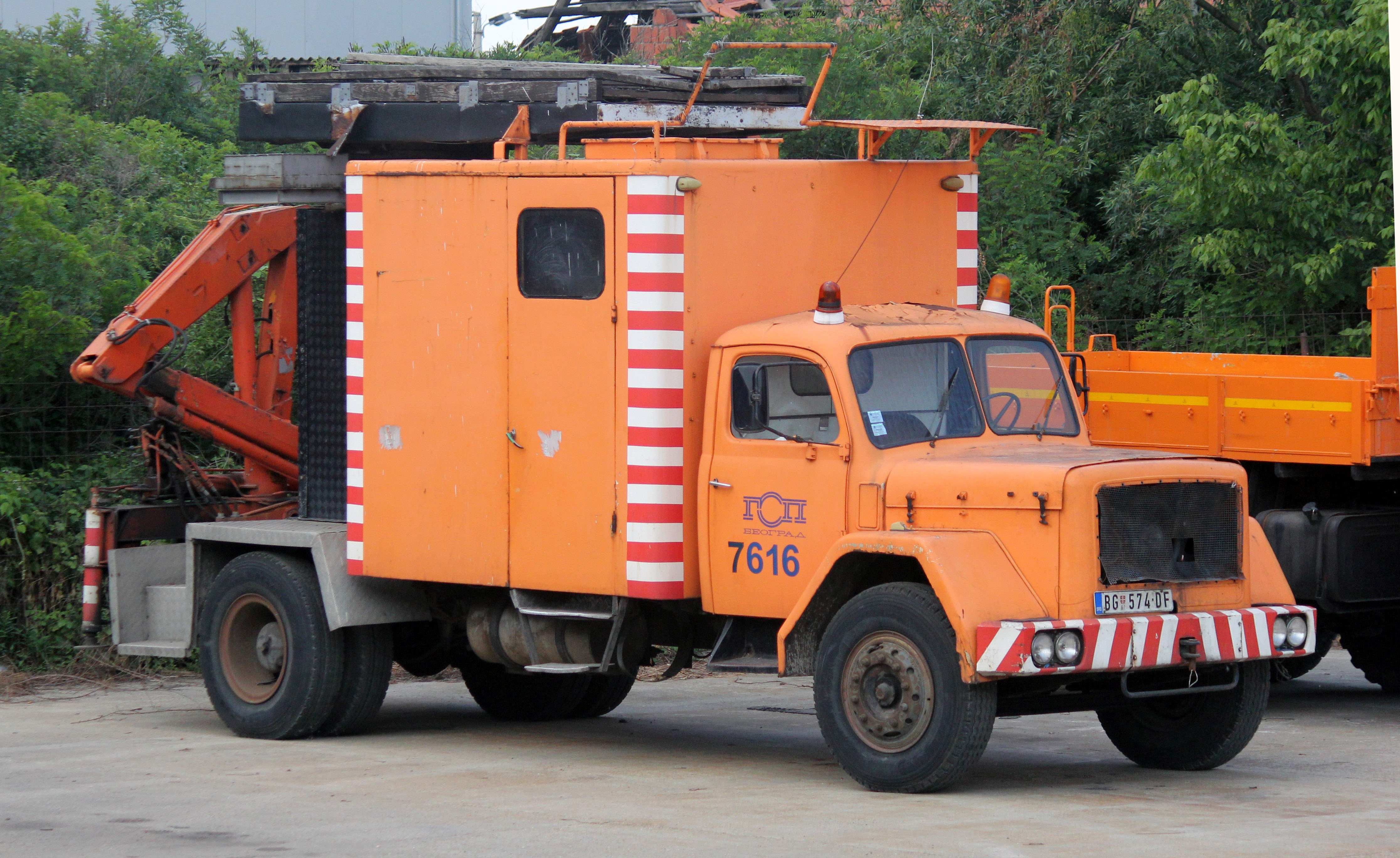
TAM 170 D 14 correspondant au Magirus-Deutz 170 D 14 Jupiter

NDR : Au lendemain de la Seconde Guerre mondiale, le code des transports allemand (comme celui de tous nos pays voisins) avait fixé à 10 tonnes (contre 13 tonnes en France) la charge à l'essieu ce qui imposait un PTAC de 14 tonnes pour un 4x2. Les constructeurs étrangers devaient donc faire homologuer des versions spéciales renforcées de leurs camions pour les commercialiser sur le marché français ce qui a fortement ralenti leur diffusion. D'autre part, la diffusion des camions français était quasiment nulle à l'étranger (sauf colonies françaises) car pénalisés par un poids à vide trop élevé réduisant la charge utile.
- En (ex) Yougoslavie, à partir de 1958, des camions Magirus-Deutz ont été produits sous licence par TAM dans son usine de Maribor, (aujourd'hui en Slovénie), jusqu'en 1996, date de l'arrêt de la société après sa faillite. Le modèle Mercur A.4500 a été fabriqué à partir de 1962 sous le nom de TAM 4500[1],[2].

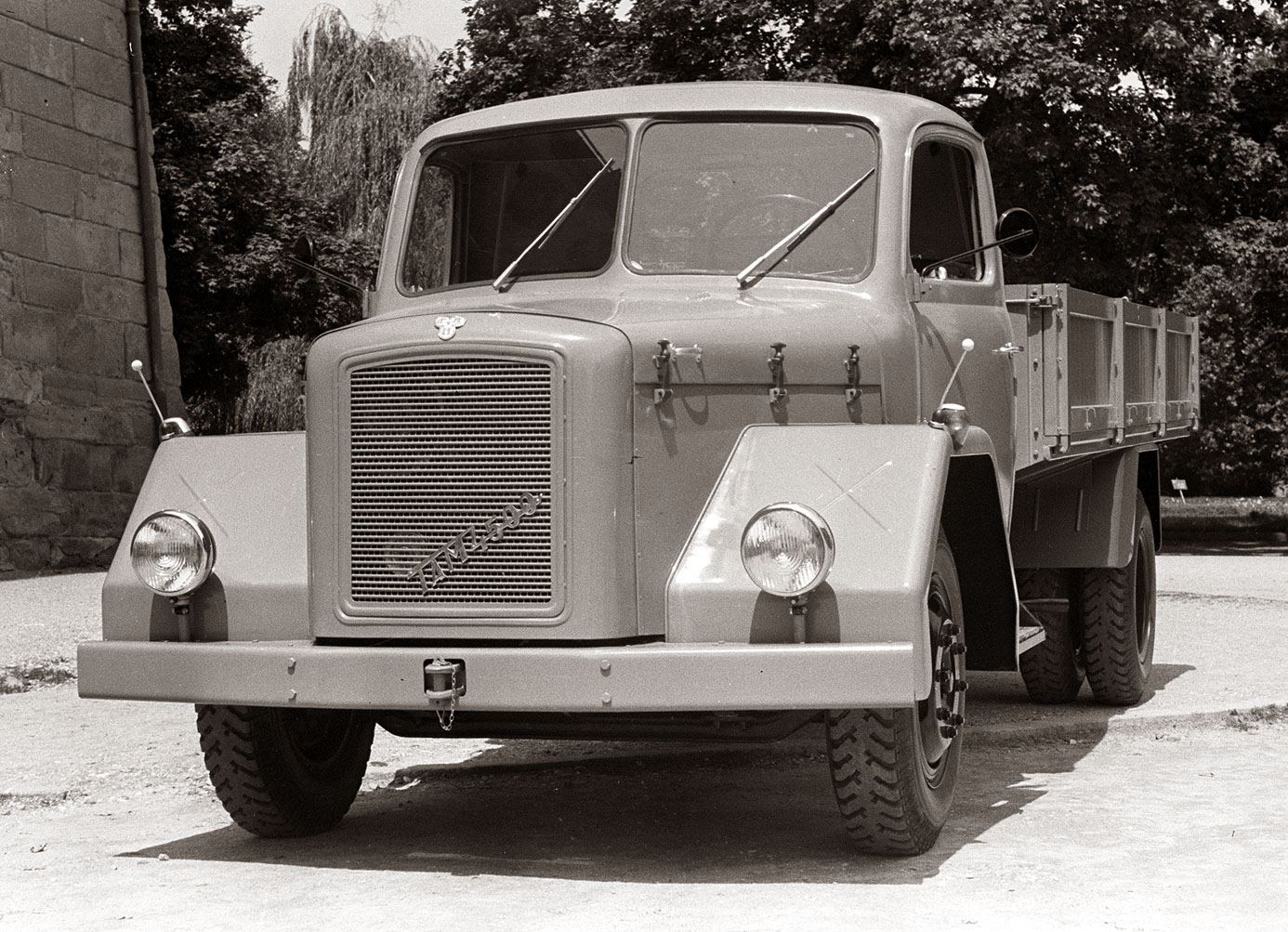
TAM 4500
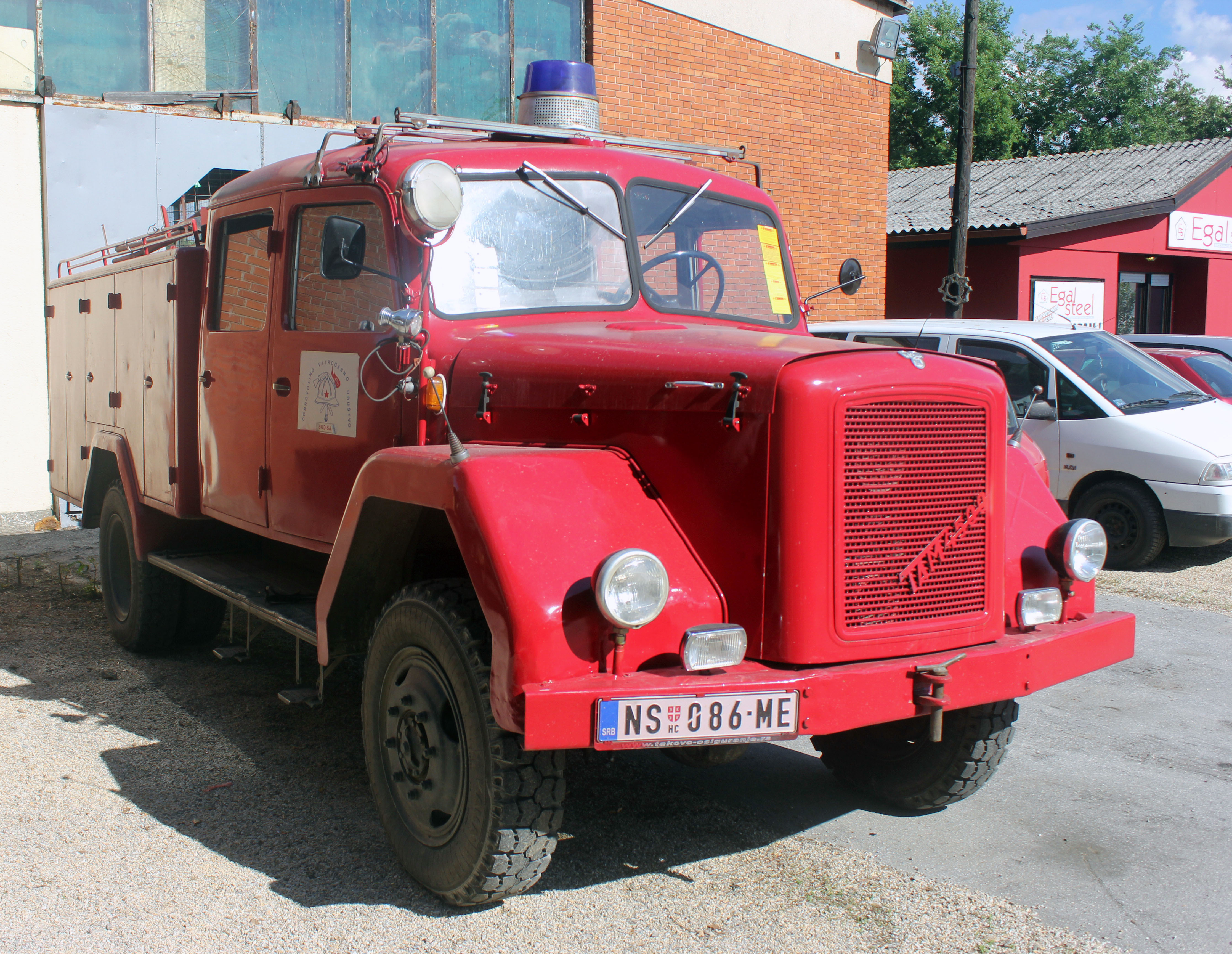
TAM 4500 Pompiers (toujours en service en 2018)
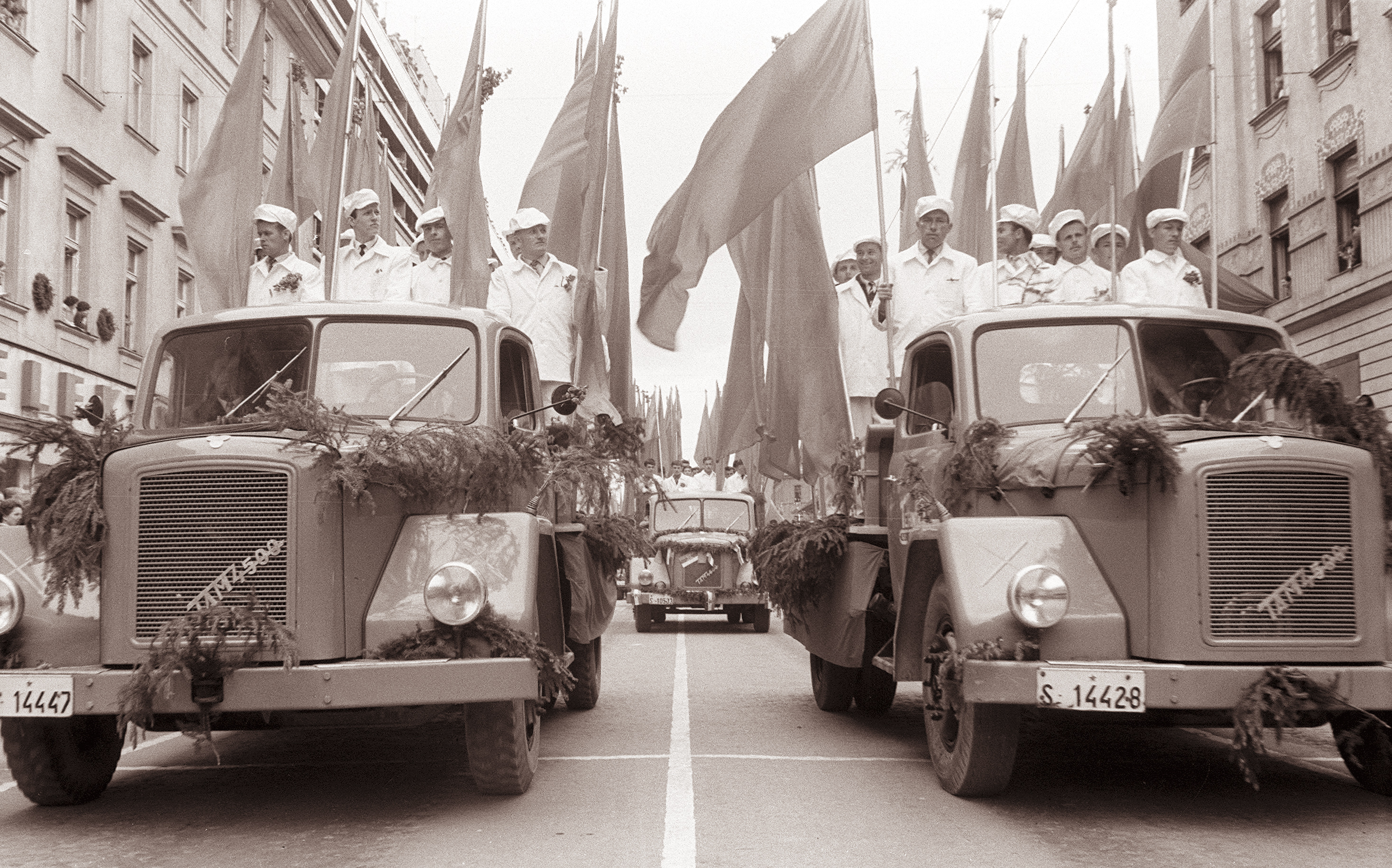
Défilé du 1er mai 1961 à Ljubljana
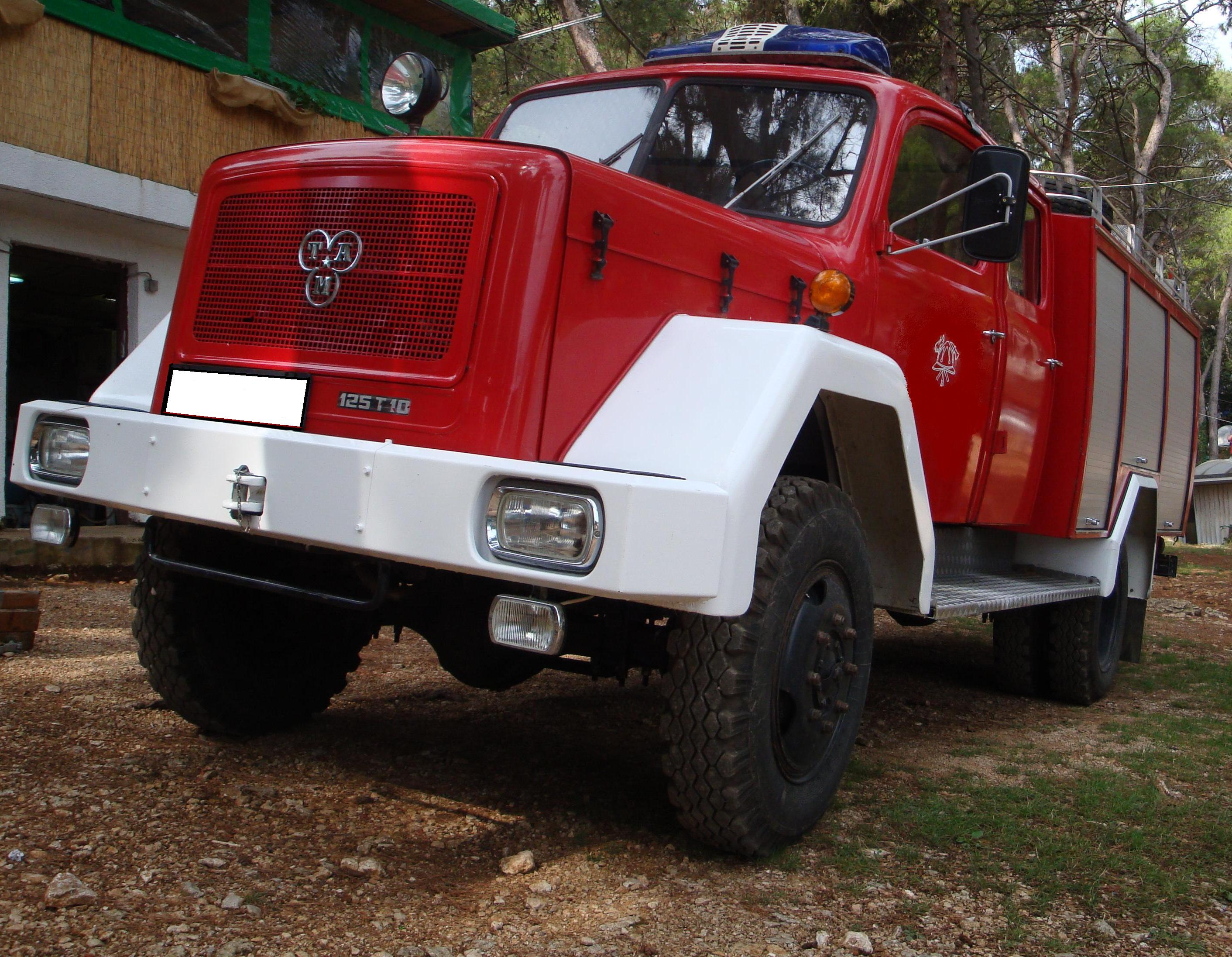
Camion de pompiers TAM 125 T10 (125 ch / PTAC 10 tonnes)
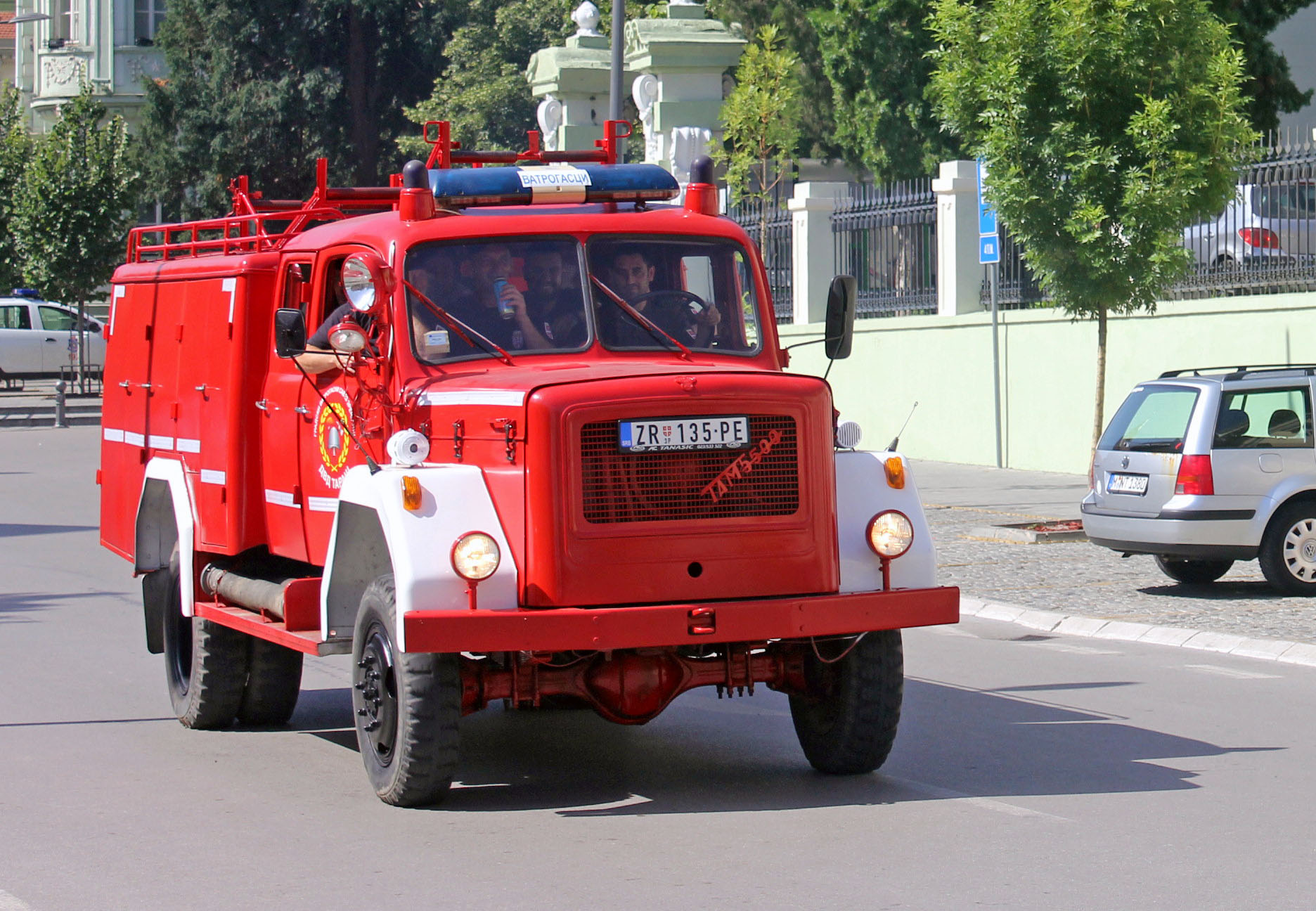
TAM 5500 Pompiers

- En Iran, à partir de 1968, Zarin Khodro a commencé à assembler en CKD certains modèles de camions et autobus sous licence Magirus-Deutz.

- Au Koweït, NAMTCO a assemblé en CKD certains modèles de camions Magirus-Deutz sous licence de 1983 à 1986.

- Le constructeur turc Otokar a fabriqué des autobus sous licence Magirus-Deutz à partir de 1963.

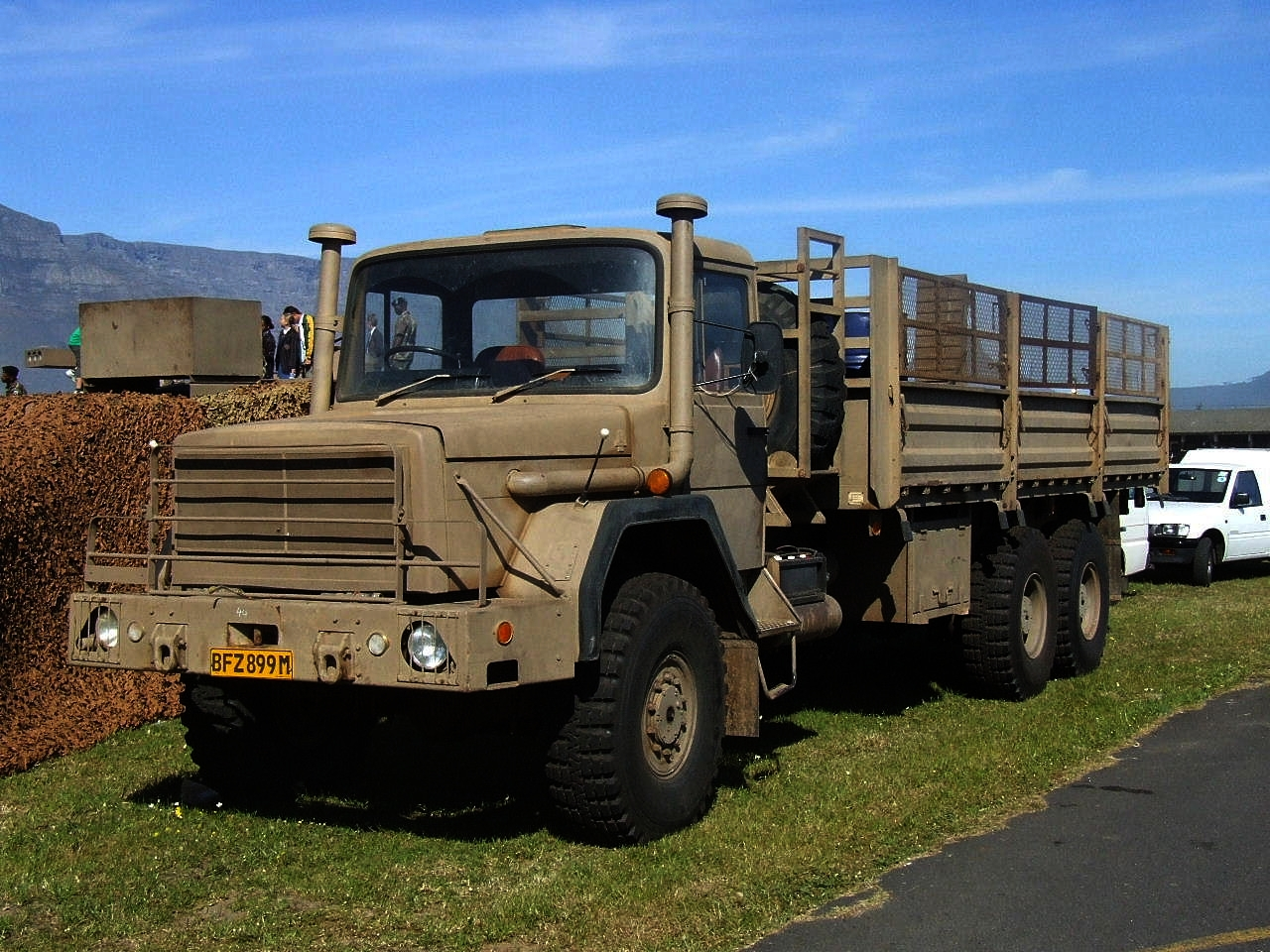
Camion militaire SAMIL 100 6x6

- En Afrique du Sud, des modèles de camions à capot carré de 3e génération et d'omnibus Magirus-Deutz ont été produits sous les marques SAMIL (South African Military) et SAMAG (South African Magirus) jusqu'en 1998. Ces véhicules étaient profondément différents des originaux allemands. Ils étaient renforcés et intégraient une forte proportion de composants locaux comme des moteurs fabriqués localement. La gamme comprenait :
  - SAMIL 20 - camion utilitaire léger basé sur un châssis Unimog avec une charge maximale de 2 tonnes[3]
  - SAMIL 50 - camion utilitaire général basé sur le Magirus-Deutz 192 D12 Al devenu IVECO Magirus 120-19 ANWM[4]
  - SAMIL 100 - camion utilitaire lourd 6x4 & 6x6 basé sur le Magirus-Deutz équipé d'un moteur Deutz V10[5].

- En Argentine, de 1969 à 1980, la société Deca-Deutz a fabriqué sous licence divers modèles de camions, notamment les modèles à cabine avancée 200 D 16F [4] [5] , 200 D 19F [6] et 200 D 24F [7] , équipés d'un moteur Deutz V8 ainsi que d'un châssis pour autobus pour les carrossiers locaux. Après la disparition de la marque Magirus-Deutz et des moteurs Deutz refroidis par air, le constructeur argentin Decaroli a poursuivit quelque temps cette activité.

- Au Congo, une usine réalisant des répliques de véhicules utilitaires Magirus-Deutz a été active un certain temps.

### Motorisation
Le moteur est un Deutz F8L 614, diesel V8 à quatre temps refroidi par air. Il dispose de deux soupapes en tête par cylindre et d'une injection indirecte avec chambres de turbulence. La cylindrée de 10 644 cm3 résulte d'un alésage de 110 mm et d'une course de 140 mm. Le moteur affiche une puissance de 170 ch DIN (180 ch SAE)/ 125 kW) à 2 300 tr/min. Le bloc moteur est en fonte la culasse de chaque cylindre est en alliage léger, tout comme les pistons. L'air d'admission est filtré par un filtre à air à bain d'huile. Le carburant est injecté dans les cylindres par une pompe Bosch PE 8A75, via une buse d'injection Bosch DNO SD 211 à 124 bars.

## Jupiter version Militaire[6]
Peu après la Seconde Guerre mondiale, Magirus-Deutz commença à produire des camions basés sur le camion de 3 tonnes d'avant-guerre du plan Schell (de), et en avril 1951, les premiers véhicules authentiques d'après-guerre ont été fabriqués. La gamme comprenait notamment les modèles dénommés Mercur et Jupiter, lancés en 1957.
Lorsque la création de la Bundeswehr a été autorisée en 1956, le parc de camions militaires existant comprenait des modèles récents de grands constructeurs et semblait suffisant mais, l'état-major allemand avait déjà commencé à établir les spécifications d'un camion tactique léger, moyen et lourd de nouvelle génération. Cela a conduit, en 1958, à un cahier des charges pour un camion lourd 6x6 capable de transporter 7 tonnes. Les trois grands constructeurs allemands ont répondu à l'appel d'offres : Mercedes, MAN et Magirus-Deutz. Afin de fiabiliser les capacités de production, l'armée a préféré faire fabriquer le modèle retenu par deux constructeurs. C'est ainsi que le Magirus-Deutz Jupiter 6x6 s'est retrouvé dans une version très similaire dénommée MAN 630 L2.
Après des essais de chaque modèle, en 1956, la Bundeswehr signe le contrat de fourniture avec Magirus-Deutz pour le modèle A.6500, un camion 4x4 qui est devenu la norme de l'armée allemande dans la catégorie. De 1956 à 1960, 1 500 exemplaires sont livrés à la Bundeswehr.
En 1960, le Magirus-Deutz A.6550 est remplacé par le Jupiter 6x6 qui, dans sa forme militaire, est directement dérivé du modèle Uranus 6x6 et a été fabriqué de 1960 à 1964. À partir de 1961, le camion est doté du moteur multi-carburant Deutz F8L714, capable de fonctionner avec plusieurs types de carburants : gaz-oil, kérosène, pétrole ou essence ainsi que, si les autres carburants ne sont pas disponibles, l'huile lubrifiante pour pistons qui doit être amenée à une viscosité inférieure à 17 cSt à température ambiante. En cas d’extrême nécessité, le moteur pouvait aussi accepter, pour dépanner, de l'huile végétale comme l'huile de friture. En 1964, Magirus inaugure un nouveau système numérique de dénomination de ses modèles, le Jupiter est rebaptisé M 178.D15A.
Après avoir remporté le contrat de fourniture pour la Bundeswehr dans la classe 7 tonnes, Magirus-Deutz livre les premiers exemplaires du Jupiter 6×6 en 1960. Le changement le plus important, par rapport aux anciens modèles A.6500 et A.7500, outre la configuration des essieux 6x6 au lieu de 4x2 et 4x4 et la transmission, est l'introduction, en 1961, du moteur multi-carburant Deutz V8 F8 L714A, refroidi par air, d'une cylindrée de 12 667 cm3, délivrant une puissance comprise entre 100 et 110 kW pour les véhicules de la Bundeswehr, en fonction du carburant utilisé. Il s'agissait d'un des premiers moteurs multi-carburants allemand conforme aux nouvelles normes de l'OTAN.
En 1964, le modèle Jupiter a été rebaptisé M178 D15A où 178 indique la puissance en ch DIN, 15 le poids total autorisé en tonnes et "A" la transmission intégrale. C'était exactement le même camion.
Le Jupiter et le 178.D15A sont devenus le véhicule standard de 7 tonnes de l'armée ouest-allemande à partir de 1960. La production s'arrête en 1967 après 7 800 exemplaires fabriqués.

### Les variantes
Le Magirus-Deutz Jupiter 6×6 a été un camion à usage principalement militaire, disponible à partir de 1960. Il a équipé la Bundeswehr, le corps des gardes-frontières fédéraux et aussi quelques armées étrangères. Le véhicule a également été disponible, uniquement entre 1962 et 1964, en version civile baptisée Jupiter 6×6 Z.

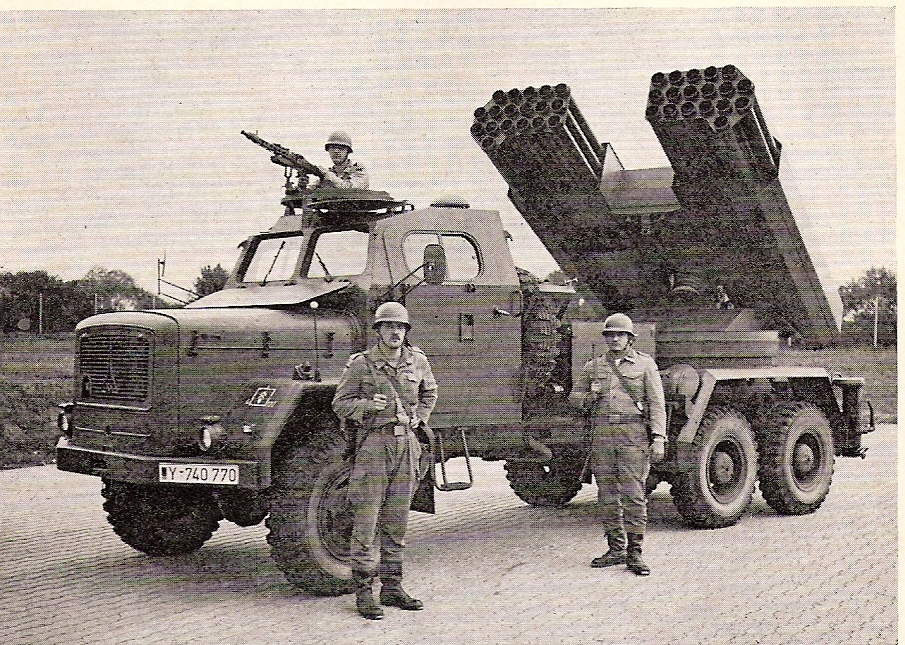
lanceur de roquettes LARS sur camion Magirus-Deutz Jupiter 6x6 / 178 D15 A

- Camion-grue et dépannage, fabriqué par Wilhag + Kirsten, avec treuil frontal pour unités Pioneer, pentes 57,7%,
- Transport de troupes (12 soldats),
- Plate-forme basculante,
- Camion de pompiers pour aérodrome de Bachert,
- Camion-citerne,
- Lanceur de roquettes, système de fusée d'artillerie légère, LARS 1,
- Tracteur semi-remorque.

Le Jupiter 6x6 militaire a été utilisé en petite quantité par certaines armées dans le monde outre l'Allemagne, la Suisse, la France, la Belgique, les Pays Bas, le Danemark, l'Afrique du Sud et l'Inde.